# Свети Никола (Лабунища)
Вижте пояснителната страница за други значения на Свети Никола.
„Свети Никола“ (на македонска литературна норма: „Свети Никола“) е възрожденска църква в стружкото село Лабунища, Северна Македония. Църквата е част от Стружкото архиерейско наместничество на Дебърско-Кичевската епархия на Македонската православна църква – Охридска архиепископия.
Църквата е гробищен храм, изграден в XIX век в северната част на селото. В църквата се пазят ценни икони.
На 30 януари 2012 година църквата е опожарена от албанци по време на продължителното етническо напрежение в района, реакция на осмиването на исляма и Корана на Вевчанския карнавал. Пожарът е локализиран и църквата не пострадва много, а ценностите в нея са спасени.